# USS Eugene A. Greene (DD-711)
USS Eugene A. Greene (DD-711) później (DDR-711) – amerykański niszczyciel typu Gearing służący w United States Navy. Jego patronem był Eugene A. Greene (1921–1942), który został pośmiertnie odznaczony Krzyżem Marynarki Wojennej za bohaterstwo w czasie bitwy pod Midway.
Okręt został zwodowany 18 marca 1945 w stoczni Federal Shipbuilding and Drydock Co. w Kearny, N.J., matką chrzestną była Anita M. Greene, wdowa po patronie. Jednostka weszła do służby 8 czerwca 1945, pierwszym dowódcą został Commander W. V. Pratt III.

## Służba

### US Navy, 1945–1972
"Eugene A. Greene" operował na wodach wschodniego wybrzeża USA i na Karaibach w czasie pierwszych rejsów i szkoleń, pełnił także rolę okrętu wspierającego i dozorującego loty kwalifikacyjne na lotniskowcu. Szkolił także załogi dla nowych niszczycieli. Wypłynął z portu macierzystego w Norfolk i popłynął do Guantanamo Bay na szkolenie na początku 1947. 13 lutego popłynął w składzie grupy okrętów do Montevideo (Urugwaj) by wziąć udział w obchodach inauguracji urugwajskiego prezydenta Berresa. Grupa okrętów odbyła także wizytę dobrej woli w Rio de Janeiro zanim wróciła do Norfolk 31 marca.
10 listopada 1947 okręt popłynął na pierwszą z dziewięciu tur służbowych na wodach Morza Śródziemnego, jakie odbył w ciągu kolejnych trzynastu lat. W czasie tego okresu był przydzielony do amerykańskiej VI Floty. Odbył także rejsy na wody północnej Europy i wody arktyczne.
"Eugene A. Greene" został wycofany ze służby na okres 1 kwietnia 1952 – 1 grudnia 1952, w którym był przerabiany na niszczyciel pikiety radarowej. Otrzymał oznaczenie DDR-711 18 lipca 1952.
Okręt wrócił do oznaczenia DD-711 15 marca 1963.
18 czerwca 1970 niszczyciel i zbiornikowiec USS "Waccamaw" (AO-109) miały kolizję na wschodnich wodach Morza Śródziemnego w czasie operacji tankowania.
"Eugene A. Greene" został wycofany ze służby 31 sierpnia 1972 w Norfolk, i wraz z czterema innym niszczycielami został wypożyczony Hiszpanii.

### Hiszpania, 1972–1991
Okręt wszedł do służby w Marynarce Wojennej Hiszpanii jako Churruca (D61), jego patronem był generał Cosme Damián de Churruca y Elorza (1761–1805), który zmarł podczas bitwy pod Trafalgarem.
"Churruca" został wycofany ze służby 15 września 1989, został zatopiony jako okręt-cel 12 grudnia 1991.